# Villa Gruner

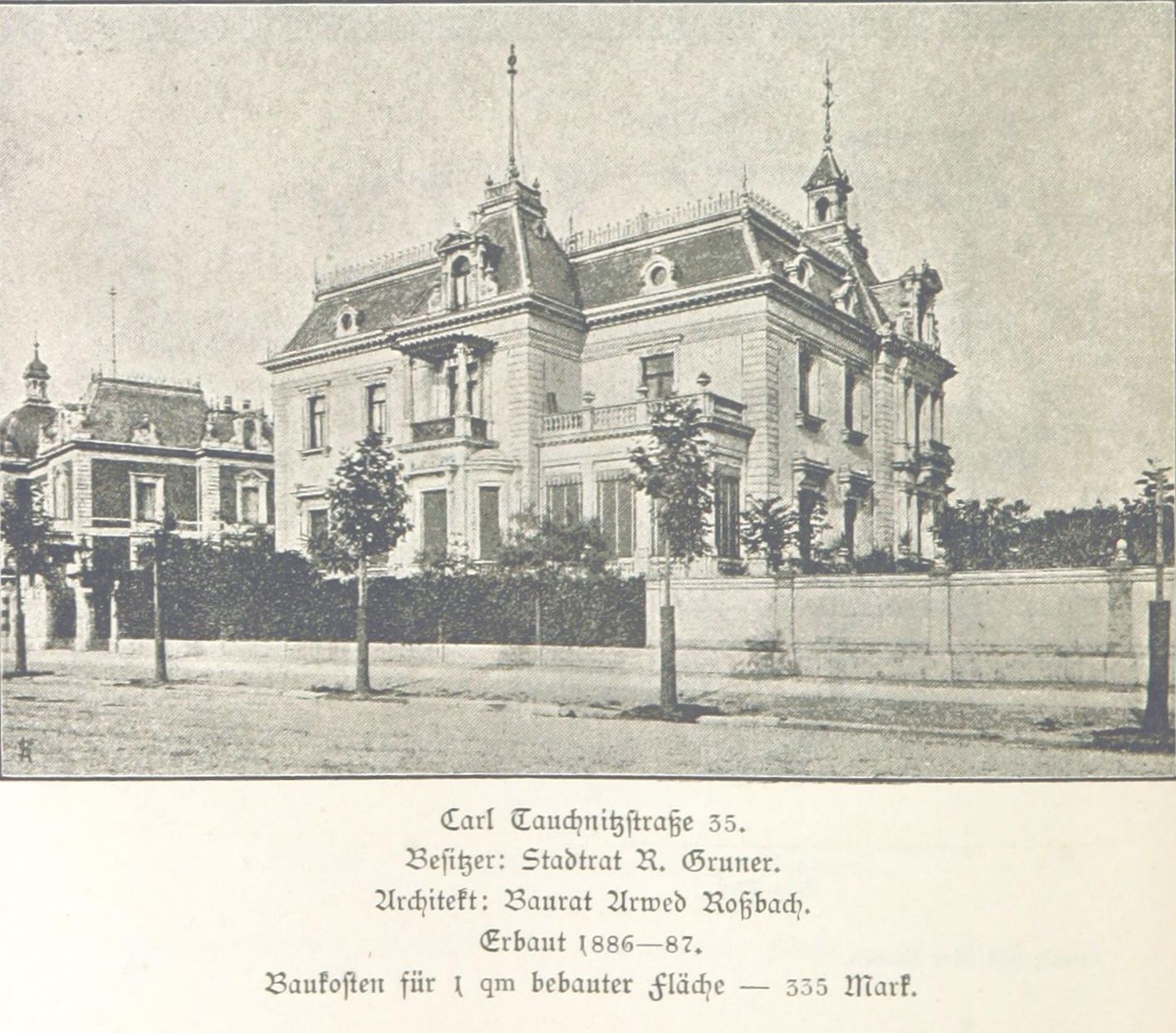
Villa Gruner (1886/87)

Die Villa Gruner war eine großbürgerliche Villa in Leipzig und Bestandteil des Villenrings entlang der Karl-Tauchnitz-Straße im Musikviertel. Das Haus wurde im Zweiten Weltkrieg bei den Luftangriffen auf Leipzig zerstört.

## Geschichte und Beschreibung

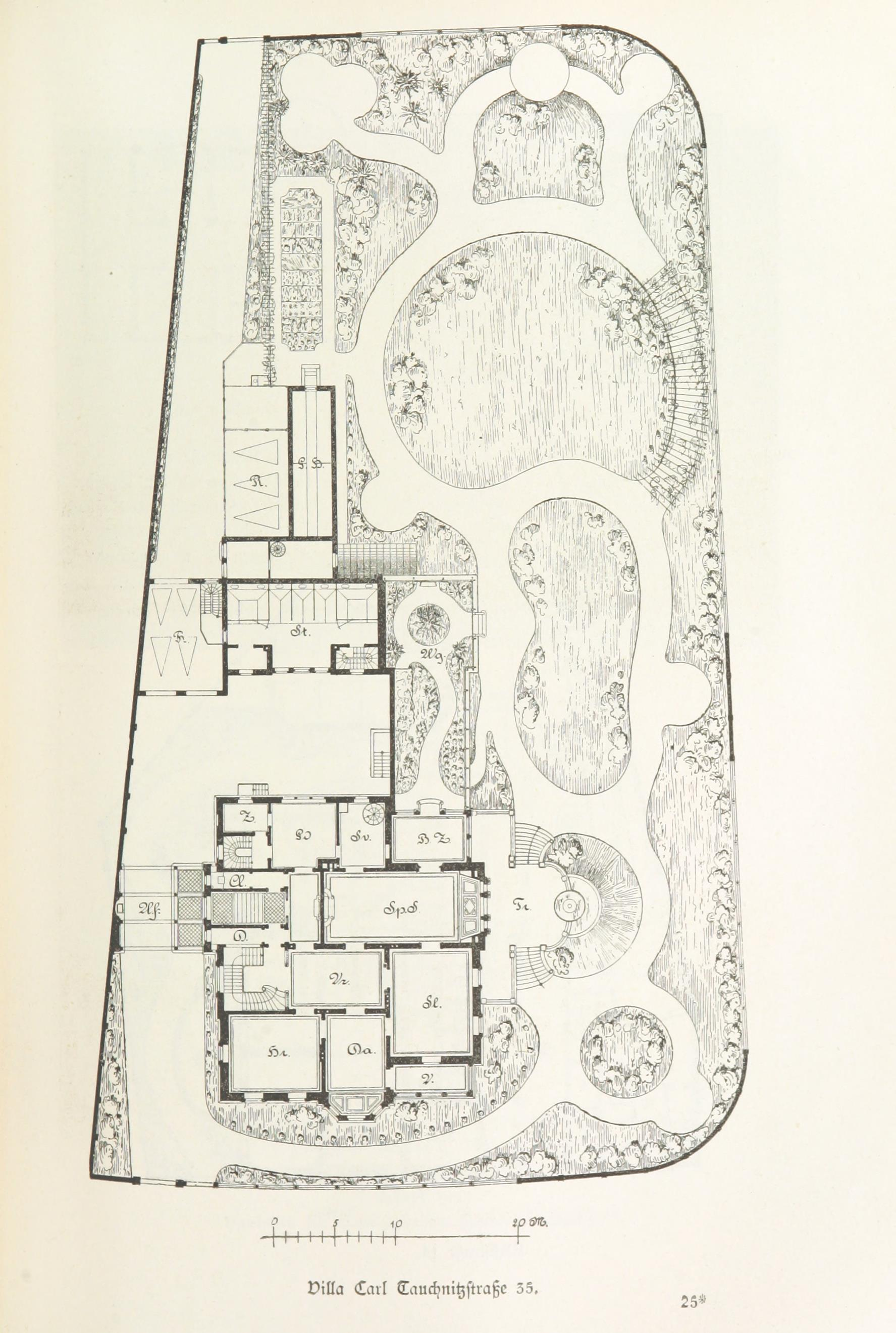
Grundriss und Gartenplan der Villa Gruner (vor 1893)

Die Villa wurde 1886 bis 1887 von Arwed Roßbach (1844–1902) für den Stadtrat Carl Robert Gruner (1834–1901) im Stil der Neorenaissance errichtet und stand an der Karl-Tauchnitz-Straße 19 / Ecke Beethovenstraße. Nach alter Zählung hatte die Villa, die nach neuer Zählung Karl-Tauchnitz-Straße 19 hieß, die Adresse Carl-Tauchnitz-Straße 35. Um 1913 war die Geheime Kommerzienrätin, Thekla Gruner-Demiani, Eigentümerin des Hauses.
Der Gartenplan zeigt rückwärtige Terrassen, Freitreppen zum Garten, Nebengelasse für Gefährt, Pferde und Personal – sogenannte Remisen. Die Villa mit ihrem langgestreckten Privatpark bildete den Abschluss eines ganzen repräsentativen Viertels beginnend in der Ferdinand-Rhode-Straße bis zur Einmündung der Beethovenstraße.
Heute wird das Areal der ehemaligen Villa und deren Garten teilweise von dem Hochhaus Karl-Tauchnitz-Straße 17 eingenommen. Das Grundstück der Villa Gruner wurde mit benachbarten Grundstücken von fünf kriegszerstörten Villen (Villa Oelßner, Villa Wölker, Villa Girbardt, Villa Hermann Beckmann und Villa Carl Beckmann) zwischen Ferdinand-Rhode-Straße und Beethovenstraße zusammengelegt, worauf 1970 die drei 16-geschossigen Punkthochhäuser (Typ PH 16) von Walter Havliczek errichtet wurden. Im Volksmund „die drei Gleichen“ genannt.